# Aristida valida
Aristida valida är en gräsart som beskrevs av Johannes Jan Theodoor Henrard. Aristida valida ingår i släktet Aristida och familjen gräs. Inga underarter finns listade i Catalogue of Life.